# Watch Dogs
Watch dogs (Watch_Dogs) este un joc open world de acțiune-aventură dezvoltat de Ubisoft Montreal și publicat de Ubisoft. Jocul a fost lansat pe 27 mai 2014 pentru Microsoft Windows, Playstation 3, Playstation 4, Xbox 360 și Xbox One. O versiune pentru Wii U este planificată să apară spre sfârșitul anului 2014, care va fi dezvoltată de Ubisoft România. Watch Dogs este un shooter third person. Acțiunea jocului se petrece în Chicago, Illinois,povestea single-player urmărește un hacker și eforturile lui de a se răzbuna din cauza uciderii nepoatei sale. Modelul open-world lasă jucătorii să descopere liberi  Chicago-ul care include orașul propriu-zis,suburbiile, zonele rurale din jurul său,și cartiere dărăpănate. 
Jocul este jucat din perspectiva third-person iar lumea poate fi navigată fie pe jos, fie cu mașina. Jucătorii îl controlează pe Aiden Pearce, un foarte bine antrenat hacker  grey hat care poate hackui "ctOS", un sistem de operare ce se centralizează pe administrarea hyper-conectibilității orașului Chicago, formată după marea pană de curent din 2003 cauzată de un hacker. Un mod multiplayer este prevăzut în joc, care permite accesul  a până la opt jucători într-un mod cooperativ sau competitiv a single-playerului. 
Dezvoltarea la joc a început încă din 2009.Ca parte a cercetărilor lor pentru  open world,dezvoltatorii au făcut cercetare de teren în Chicago,pe tot parcursul dezvoltării făcând metraje pentru echipa de design. Îndatoririle de dezvoltare au fost împărțite între mai multe studiouri Ubisoft din întreaga lume. 
Ca urmare a anunțării lui în Iunie 2012,Watch Dogs a fost foarte anticipat.La  lansare, a primit o primire polarizată; laudele au fost îndreptate către elementele de hacking ale jocului și varietatea misiunilor. El a primit critici în legătură cu gameplay-ul,intriga,protagonist și câteva probleme tehnice. Watch Dogs a fost un succes comercial, doborând recordul de cel mai cumpărat joc de la Ubisoft în prima zi. Pe 1 ianuarie 2015, jocul a fost vândut în peste 10 milioane de copii, fiind urmat de o continuare, Watch Dogs 2, în Noiembrie 2016.

## Gameplay
Watch Dogs este un joc  de tip action-adventure jucat din perspectiva third-person.Jucătorii completează misiuni—un scenariu linear cu obiective setate—pentru a progresa în poveste.În afara poveștii, jucătorii se pot distra în free-roam și  lumea open-world a orașului Chicago
1. 1 2 3 4  Watch Dogs
2. ↑  Humble Store